# 지리팔코

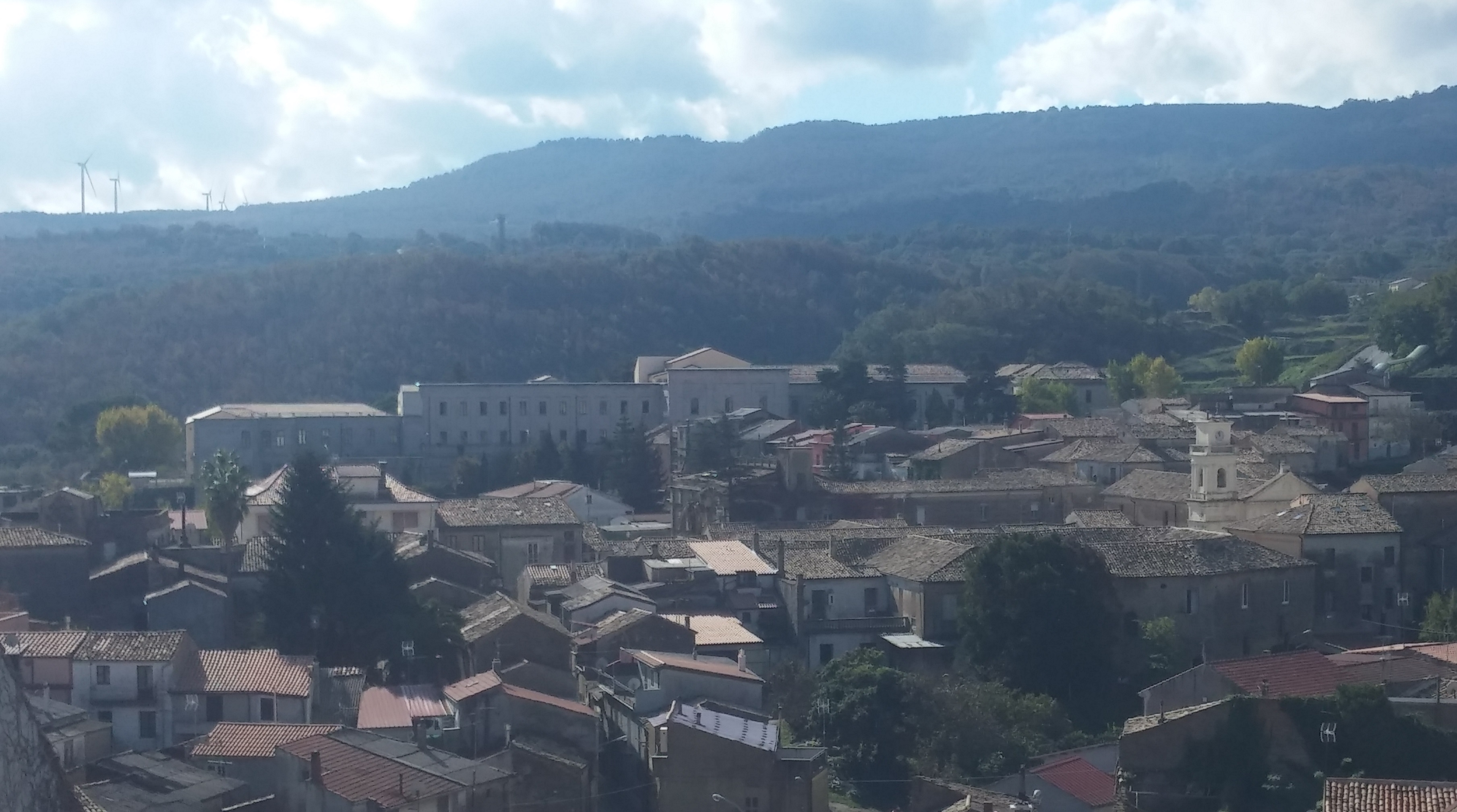

지리팔코(이탈리아어: Girifalco)는 이탈리아 남부 칼라브리아주 카탄차로도에 있는 코무네이자 마을이다.

## 역사
이 지역의 최초 정착지는 선사시대까지 거슬러 올라가며, 이 지역에서 발견된 고고학적 발견물을 통해 알 수 있듯이 신석기 시대까지의 데이터를 얻을 수 있다. 파괴적인 사라센 습격을 피하기 위해 높은 곳으로 이동하기로 결정한 카리아와 토코의 주민들에 의해 설립되었다. 14세기 초 에페이로스 독재자의 딸인 카테리나 니케포로가 소유한 후 아레나 카운티의 일부가 되어 15세기 말까지 남아있었다. 임명을 받은 귀족 가문 중에는 스퀼레이스의 보르지아, 소리아노의 카라파, 라바스키에리 및 카라치올로가가 있었다. 이 마지막 두 가문은 1624년부터 1806년까지 지속된 지리팔코 공국을 탄생시켰다. 지명의 어원은 불확실하다. 일부 학자들은 매의 종(고대 북부 단어 "geirfalk"에서 유래)을 나타내는 동음이의 이탈리아어 용어를 언급하고, 다른 학자들은 그리스어 "kur Falkos"에서 파생되었다고 한다. 1845년에는 1723년 칼라브리아의 지리팔코에 피델리타스라는 롯지가 설립되었다고 기록되어 있다. 이전 기록이 부족함에도 불구하고 이것은 종종 이탈리아 최초의 프리메이슨 롯지로 인용된다.